# Carl Neinhaus
Carl Georg Hermann Neinhaus (* 20. März 1888 in Hochemmerich, heute zu Duisburg; † 13. November 1965 in Stuttgart) war ein deutscher Jurist und Politiker (NSDAP, CDU).

## Leben
Seine Eltern waren der Pfarrer Karl Neinhaus (1862–1931) und dessen Ehefrau Luise Dommel (1866–1921).
Nach dem Abitur studierte Neinhaus Rechtswissenschaften und Volkswirtschaft in Heidelberg und Bonn, promovierte zum Dr. jur. und trat anschließend in den Verwaltungsdienst ein. In Bonn wurde er 1905/06 Mitglied der Burschenschaft Alemannia. Er wurde 1920 Beigeordneter in Barmen und 1928 mit 93 gegen 12 Stimmen zum Oberbürgermeister von Heidelberg gewählt. Zum 1. Mai 1933 trat er der NSDAP bei (Mitgliedsnummer 2.558.531). Er blieb bis 1945 Oberbürgermeister von Heidelberg. In der Zeit des Nationalsozialismus gehörte er den Wohlfahrtsgremien des Deutschen Gemeindetags an.
Nach dem Ende des Zweiten Weltkriegs wurde er von der amerikanischen Militärregierung als Oberbürgermeister abgesetzt. Von 1945 bis 1958 bewohnte er ein Haus auf dem Heidelberger Kohlhof.
Neinhaus trat der CDU bei, wurde 1950 Mitglied des Landtags von Württemberg-Baden und 1952 baden-württembergischer Abgeordneter. Im April 1952 wurde er zum Präsidenten der Verfassunggebenden Landesversammlung und den folgenden Landtagen Baden-Württembergs gewählt. Außerdem amtierte er von 1952 bis 1958 erneut als Oberbürgermeister in Heidelberg. 1960 verzichtete er auf eine neue Kandidatur bei den Landtagswahlen. Sein Nachfolger im Amt des Landtagspräsidenten wurde der Christdemokrat Franz Gurk.
Neinhaus, der auch dem Präsidium des Deutschen Städtetags angehört hatte, wurde mit dem Großkreuz des Verdienstordens der Bundesrepublik Deutschland und dem Ehrenbürgerbrief der Stadt Heidelberg ausgezeichnet.

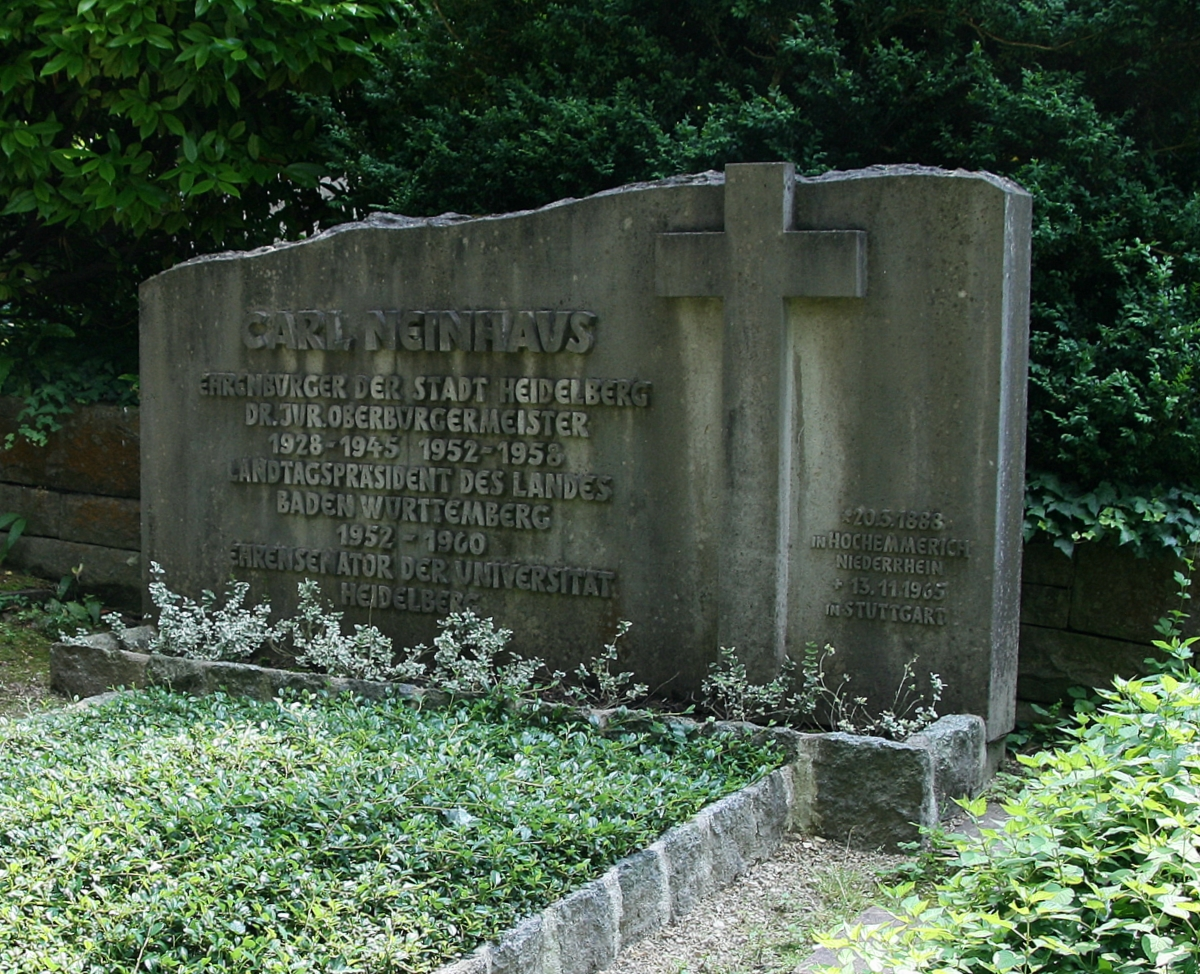
Ehemaliges Ehrengrab der Stadt Heidelberg für ihren früheren Oberbürgermeister Carl Neinhaus auf dem Heidelberger Bergfriedhof, (Lit. Q 31)

Carl Neinhaus fand seine letzte Ruhe auf dem Bergfriedhof Heidelberg in einem Ehrengrab der Stadt Heidelberg. Die Grabstätte wird geschmückt von einem „breit lagernden Muschelkalkstein mit schlichtem lateinischem Kreuz“. 2022 beschloss der Heidelberger Gemeinderat, der Ruhestätte aufgrund Neinhaus' Opportunismus den Ehrengrabstatus zu entziehen.